# ريان شوتون
ريان شوتون (بالإنجليزية: Ryan Shotton)‏ (30 أكتوبر 1988 في المملكة المتحدة - ) هو لاعب كرة قدم بريطاني في مركز الظهير. لعب مع برمنغهام سيتي وديربي كاونتي وستوك سيتي ونادي بارنسلي ونادي ترانمير روفرز لكرة القدم وويغان أتلتيك ونادي ألترينتشام.

## وصلات خارجية
- ريان شوتون على موقع قاعدة بيانات كرة القدم.إي يو (الإنجليزية)
- ريان شوتون على موقع بيانات كرة القدم. دي إي (الألمانية)
- ريان شوتون على موقع Soccerbase.com (لاعب) (الإنجليزية)
- ريان شوتون على موقع Soccerway.com (الإنجليزية)
- ريان شوتون على موقع عالم كرة القدم.نت (الإنجليزية)
- ريان شوتون على موقع AS.com (الإسبانية)